# Musée de la pêche de Concarneau
Pour les articles homonymes, voir pêche.
Ne doit pas être confondu avec Musée de la Pêche de Palamós.
Le musée de la Pêche de Concarneau est un musée consacré aux techniques de pêche. Il est situé à Concarneau dans le Finistère.

## Description
Situé dans la ville close de Concarneau, le musée de la Pêche présente sur 1 500 m2 des bateaux, maquettes, aquariums, vitrines et vidéos sur le thème de la pêche, en passant par la construction navale et la conservation du poisson.
Il est installé depuis 1961 dans l'ancien arsenal de la rue Vauban.
En 1961 est créée l'Association des amis du musée de la Pêche. La même année, le musée est inauguré et reçoit 12 000 visiteurs. C'est le premier musée français à se consacrer aux techniques de pêches du monde entier. Un programme d'extension et d'aménagement eut lieu, ce qui permet aujourd'hui au musée d'offrir un circuit de visite sur 1 500 m2. Il a obtenu le label officiel « Musée de France » en février 2003. Ce musée a reçu près de 50 000 visiteurs en 2011 et 34 944 en 2013.
La gestion du musée est reprise en 2012 par Concarneau Cornouaille Agglomération.

## Fréquentation
Pour des raisons techniques, il est temporairement impossible d'afficher le graphique qui aurait dû être présenté ici.

## Collections
La collection du musée s'est constituée de manière progressive à un moment charnière de l'histoire de la ville et de son port. Dès le début, les dons ont afflué, principalement de la part de la population locale. Une part importante de la collection est rassemblée entre 1961 et 1970.
La visite débute par un exposé qui retrace l'histoire de la pêche de la préhistoire à nos jours. Le musée présente ensuite des aquariums. Un panorama complet des techniques de pêche est aussi présenté, illustré par de nombreuses maquettes de bateaux, de plans, de schémas explicatifs, de vidéos et de dioramas. Une salle est entièrement consacrée au chalutage.

### À terre
- Un cœlacanthe des Comores.
- Le Neptune François, recueil de cartes marines publié en 1693.
- Un coracle, le plus ancien bateau de pêche en activité.
- Une machine à coudre les voiles datant de 1889, un des trois exemplaires en France.
- Une collection de boîtes de sardines.
- Un canot de sauvetage à rames, le Commandant-Garreau, identique au Papa Poydenot (Penmarc'h) et au Benoît-Champy (Cayeux-sur-Mer).

Le Commandant-Garreau est un bateau de sauvetage qui porte le nom de son donateur, un capitaine de frégate qui l'avait offert à la station de sauvetage de Grandcamp en 1894. Construit par le chantier Augustin Normand du Havre, ce canot long de 10,10 m et large de 2,27 m, pesant 3,6 tonnes, équipé pour être armé par 12 hommes dont dix canotiers en couple, sauva entre autres les sept hommes du trois-mâts anglais Chrisolite en 1915 et les six marins du sloop Deux Frères, de Grangcamp, en 1922.
Ce bateau fut racheté en 1957 par le Centre nautique des Glénans et utilisé, après transformation, par les stagiaires du dit-centre sous le nom de Grand-chose. En 1986, il fut acheté par le musée de la Pêche de Concarneau où il fut restauré, et où il est toujours exposé sous son nom d'origine.

### À flot

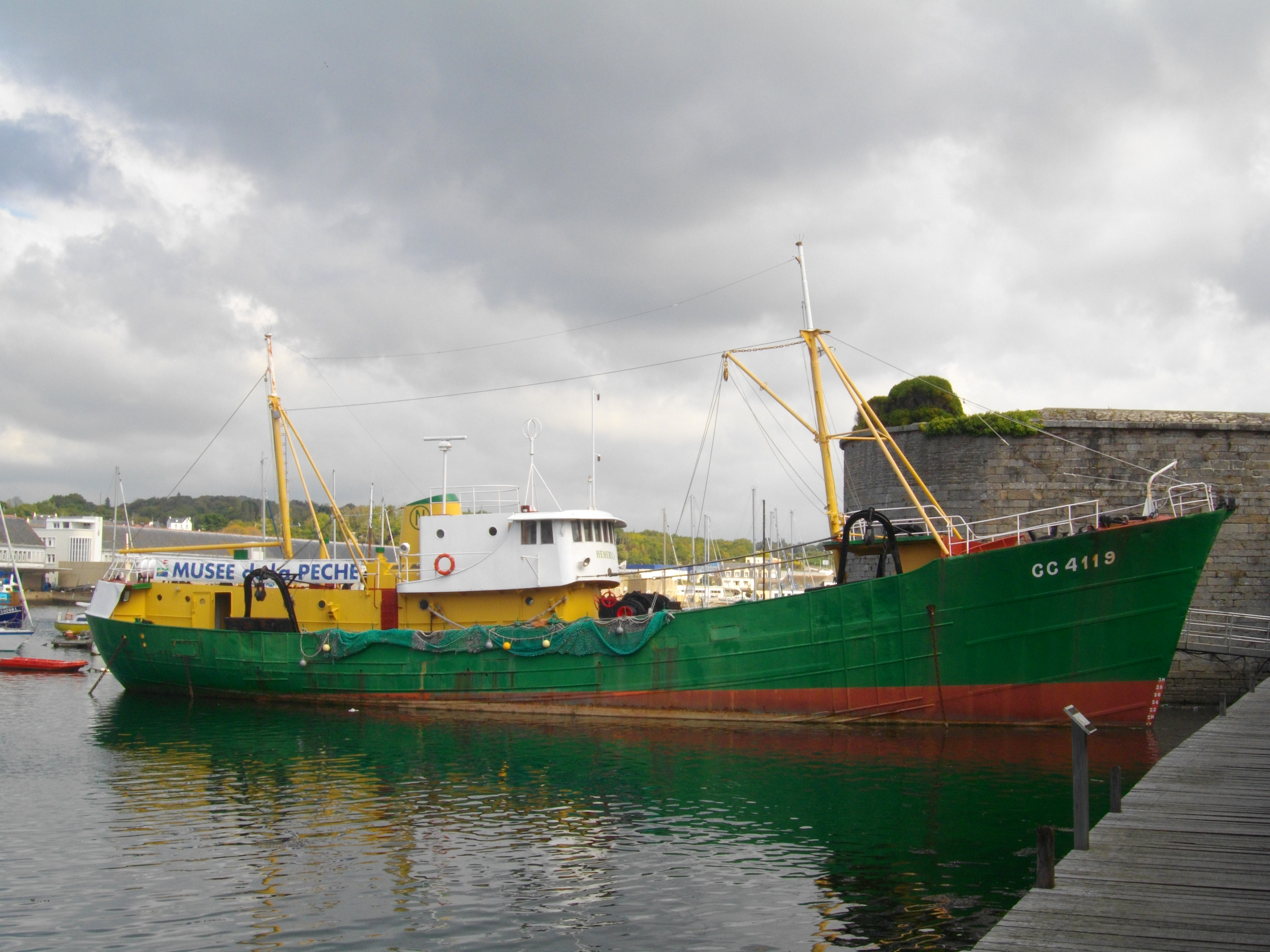
LHémérica.

- l'Hémérica, un chalutier semi-industriel construit en 1957, que l'on peut visiter.

## Fréquentation
| Année | Entrées gratuites | Entrées payantes | Total  |
| ----- | ----------------- | ---------------- | ------ |
| 2001  | 4 500             | 44 000           | 48 500 |
| 2002  | 3 000             | 47 000           | 50 000 |
| 2003  | 3 032             | 39 183           | 42 215 |
| 2004  | 3 948             | 42 563           | 46 511 |
| 2005  | 3 204             | 37 488           | 40 692 |
| 2006  | 2 343             | 33 612           | 35 955 |
| 2007  | 3 497             | 30 755           | 34 252 |
| 2008  | 3 540             | 30 304           | 33 844 |
| 2009  | 4 475             | 28 079           | 32 554 |
| 2010  | 4 427             | 28 149           | 32 576 |
| 2011  | 4 058             | 25 125           | 29 183 |
| 2012  | 4 999             | 24 977           | 29 976 |
| 2013  | 14 570            | 20 283           | 34 853 |
| 2014  | 14 897            | 20 256           | 35 153 |
| 2015  | 19 762            | 21 899           | 41 661 |
| 2016  | 16 301            | 18 654           | 34 955 |
| 2017  | 17 464            | 21 353           | 38 817 |

## Animations et réservations
Le musée reçoit régulièrement des expositions, propose des ateliers pédagogiques et des visites animées pour les enfants. Pendant les vacances scolaires, des ateliers sont également organisés. Réceptions, séminaires, réunions ou autres peuvent y avoir lieu, dans la bibliothèque ou dans les salles du musée.

## Architecture
Le musée de la Pêche occupe des bâtiments empreints d'histoire, les plus anciens datant du XVIe siècle : une chapelle et une caserne qui servit tour à tour d'école communale, d'école de pêche et de coopérative maritime.